# Au Cabaret-Vert, cinq heures du soir
Au Cabaret-Vert, cinq heures du soir est un poème (un sonnet) d'Arthur Rimbaud écrit en 1870.
Le manuscrit autographe, daté d'octobre 1870, est conservé à la British Library. Il a fait partie des poèmes remis à Paul Demeny et donc de ce qui est appelé le Cahier de Douai. 
Au Cabaret-Vert, cinq heures du soir a été publié pour la première fois dans La Revue d'aujourd'hui, le 15 mars 1890.